# Helena, Ohio
Helena là một làng thuộc quận Sandusky, tiểu bang Ohio, Hoa Kỳ. Năm 2010, dân số của làng này là 224 người.

## Dân số
- Dân số năm 2000: 236 người.
- Dân số năm 2010: 224 người.